# Blokada morska

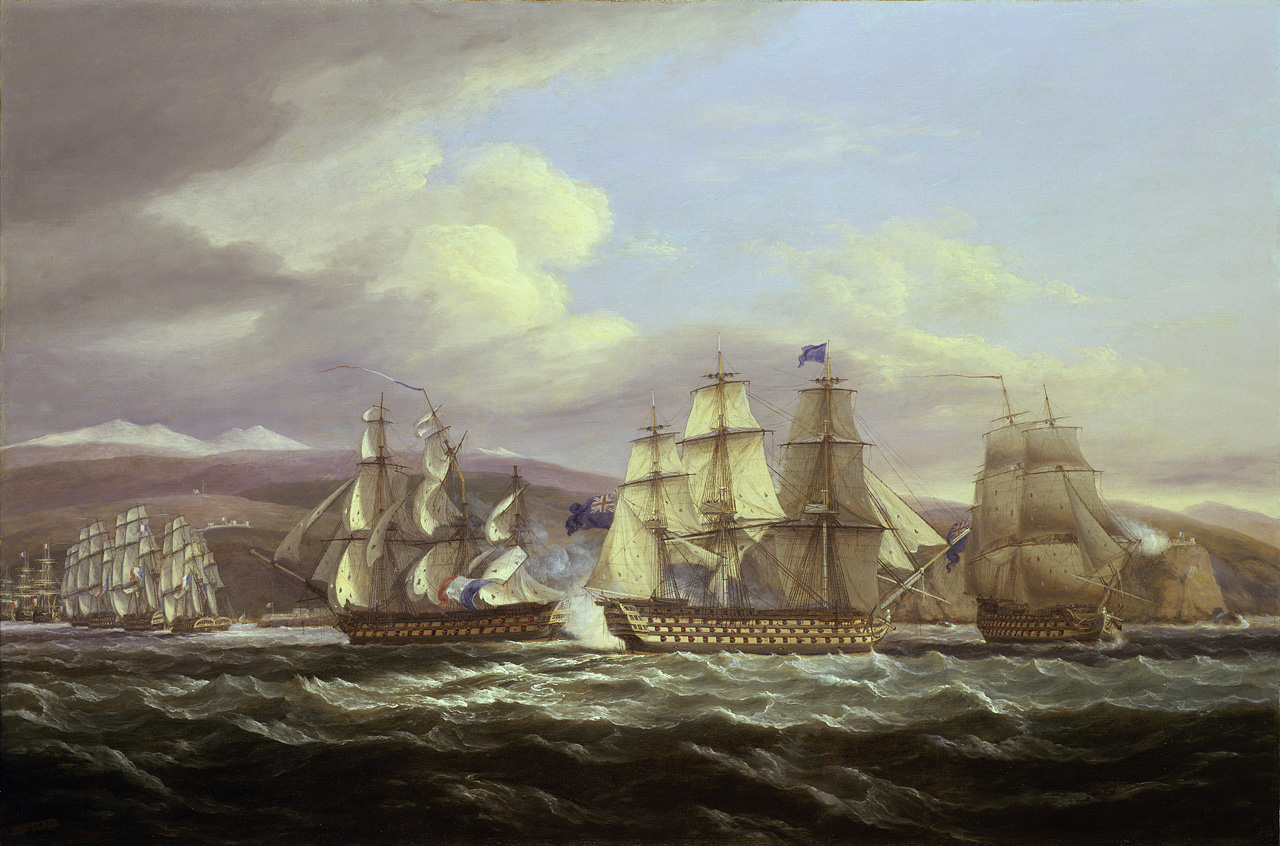
Blokada morska na początku XIX wieku

Blokada morska (ang. naval blockade) – zamknięcie portu lub całego wybrzeża kraju przeciwnika dla wszystkich statków handlowych.

## Charakterystyka
Blokada morska to rodzaj działań bojowych na morzu. Jej celem jest odcięcie wrogiego państwa od wszelkich kontaktów drogą morską z innymi państwami, izolacja jego sił morskich oraz sparaliżowanie jego komunikacji morskich. Działania te mogą być wykorzystywane jako ostateczna forma wymuszenia sankcji, a w czasie prowadzenia działań wojennych jako sposób uniemożliwiający przeciwnikowi przeprowadzenie wzmocnienia sił i dostarczenia dla nich zaopatrzenia.
Karta Narodów Zjednoczonych w art. 42 głosi że Rada Bezpieczeństwa może przeprowadzić siłami powietrznymi, morskimi lub lądowymi taką akcję, jaką uzna za konieczną dla utrzymania albo przywrócenia międzynarodowego pokoju i bezpieczeństwa. Akcja ta może obejmować demonstrację, blokadę i inne operacje sił zbrojnych, powietrznych, morskich lub lądowych członków Organizacji Narodów Zjednoczonych.

## Rodzaje blokad
Wyróżniamy dwa rodzaje blokad:
- Blokada morska pokojowa – przecięcie przez flotę wojenną państwa blokującego (bez wypowiedzenia wojny) komunikacji morskiej państwa blokowanego w celu zmuszenia go do przyjęcia stawianych żądań. W przeciwieństwie do blokady morskiej wojennej nie daje ona możliwości konfiskaty statków naruszających blokadę. Blokada morska pokojowa, uważana dawniej za jeden z dopuszczalnych rodzajów represaliów, jest sprzeczna z współczesnym prawem międzynarodowym i może być uznana za akt agresji[4].
- Blokada morska wojenna – przecięcie komunikacji morskiej w celu szkodzenia nieprzyjacielowi w wojnie morskiej. Deklaracja paryska z 1856 i nieratyfikowana deklaracja londyńska z 1909 wymagały, aby blokada morska była rzeczywista, tzn. aby blokowane porty i wybrzeża były skutecznie strzeżone przez okręty państwa blokującego. Naruszenie blokady morskiej powoduje konfiskatę statku i ładunku. Blokada, która nie odpowiada wymogom rzeczywistości (nie jest skuteczna), nosi nazwę blokady fikcyjnej (gabinetowej, papierowej) i może być nieuznana przez państwa neutralne. Zasada rzeczywistości blokady morskiej nie była przestrzegana podczas I i II wojny światowej.

Blokadę morską stosowały m.in. Stany Zjednoczone Ameryki wobec Skonfederowanych Stanów Ameryki podczas wojny secesyjnej w latach 1861-1865, w ramach planu Anaconda – mimo że nie uznawały Konfederacji za odrębne państwo.